# Stefan (herb szlachecki)
Stefan – polski herb szlachecki z nobilitacji, odmiana herbu Ciołek.

## Opis herbu
Opis zgodnie z klasycznymi regułami blazonowania:
W polu błękitnym ciołek czerwony.
W klejnocie pół ciołka czerwonego, wspiętego.

## Najwcześniejsze wzmianki
Nadany Henrykowi Stefanowi, rajcy gdańskiemu, 20 czerwca 1555. Herb jest wynikiem adopcji do herbu Ciołek.

## Herbowni
Stefan.